# Важка атлетика на літніх Олімпійських іграх 1904
Змагання з важкої атлетики на літніх Олімпійських іграх 1904 відбулися 1-3 вересня на Френсіс Філд. Змагалися тільки чоловіки. Розіграно 2 комплекти нагород.

## Медальний залік
| Дисципліна                | Золото                    | Срібло                 | Бронза                   |
| ------------------------- | ------------------------- | ---------------------- | ------------------------ |
| Поштовх двома руками      | Перикліс Какусіс · Греція | Оскар Остгофф · США    | Франк Куглер · Німеччина |
| Багатоборство на гантелях | Оскар Остгофф · США       | Фредерік Вінтерс · США | Франк Куглер · Німеччина |

## Країни-учасниці
Змагалися 5 важкоатлетів з 3-х країн.
- Греція (1)
- Німеччина (1)
- США (3)

## Таблиця медалей
| Місце              | Країна             | Золото | Срібло | Бронза | Загалом |
| ------------------ | ------------------ | ------ | ------ | ------ | ------- |
| 1                  | США (USA)          | 1      | 2      | 0      | 3       |
| 2                  | Греція (GRE)       | 1      | 0      | 0      | 1       |
| 3                  | Німеччина (GER)    | 0      | 0      | 2      | 2       |
| Загалом (3 збірні) | Загалом (3 збірні) | 2      | 2      | 2      | 6       |